# Бухтівецький водоспад
Бухтіве́цький водоспа́д (Водоспад Бухтіве́ць) — водоспад в Українських Карпатах, у масиві Ґорґани; гідрологічна пам'ятка природи місцевого значення (з 1972 року). Розташований на річці Бухтівець (ліва притока Бистриці Надвірнянської), біля села Букове, в урочищі Бухтівець.  
Висота водоспаду бл. 8 м, середня ширина 1—2 м, кількість каскадів — 1. Утворився в місці, де потік перетинає скельний масив флішового типу. Потік розганяється у вузькому коритоподібному жолобі, з якого двома струменями майже прямовисно падає до підніжжя скелі. Далі потік тече вузькою каньйоноподібною долиною, обрамленою високими прямовисними скелями. 
На відстані 50 м від Бухтівецького розташований Крапельковий водоспад, а за 300 м вище по течії — водоспад Бухтівецький верхній (3,5 м).
До водоспаду можна доїхати автомобілем або велосипедом по дорозі від села Пасічна до села Букове (понад 6 км), проте дорога досить важка, особливо на деяких ділянках. 

## Світлини та відео

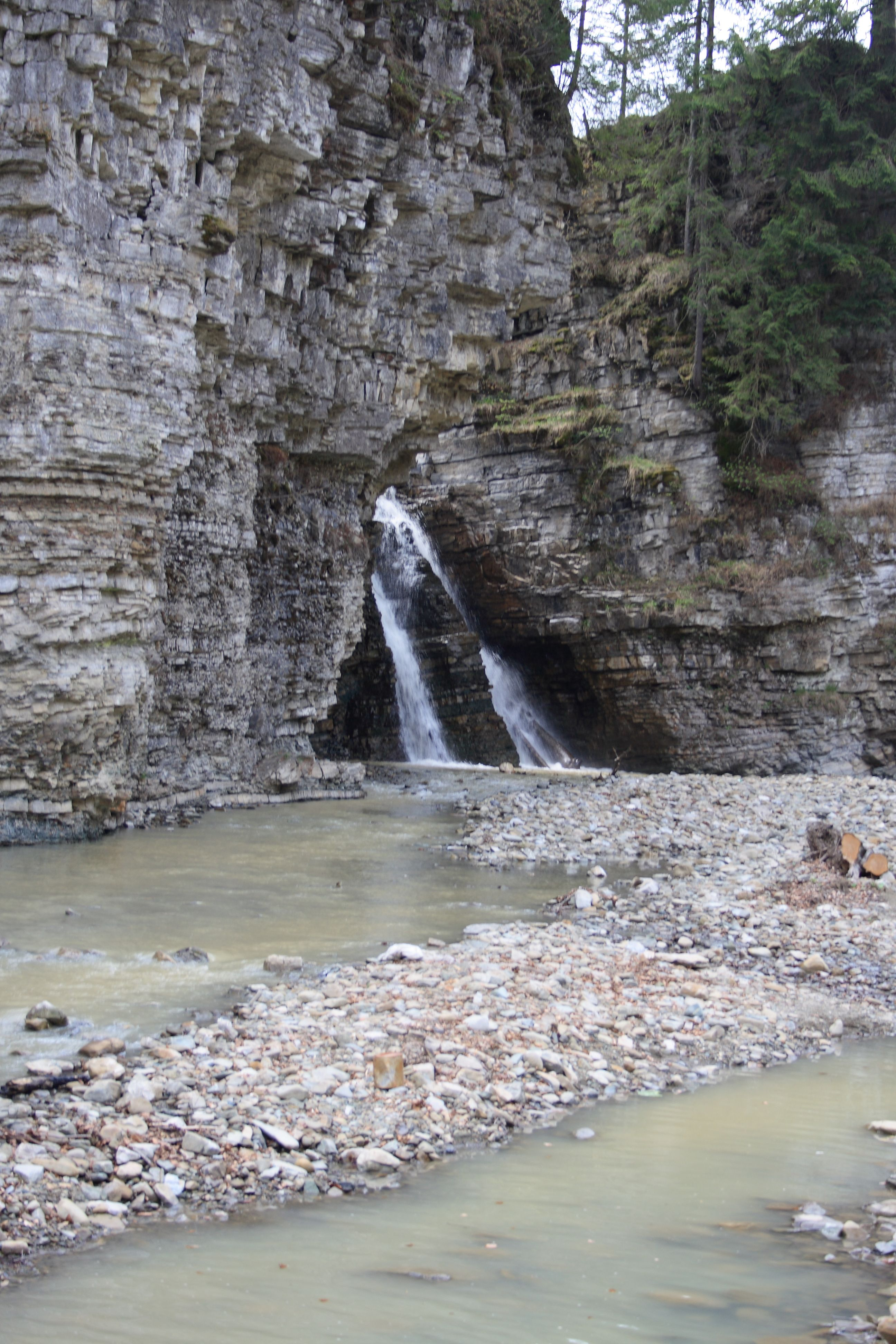
Біля водоспаду
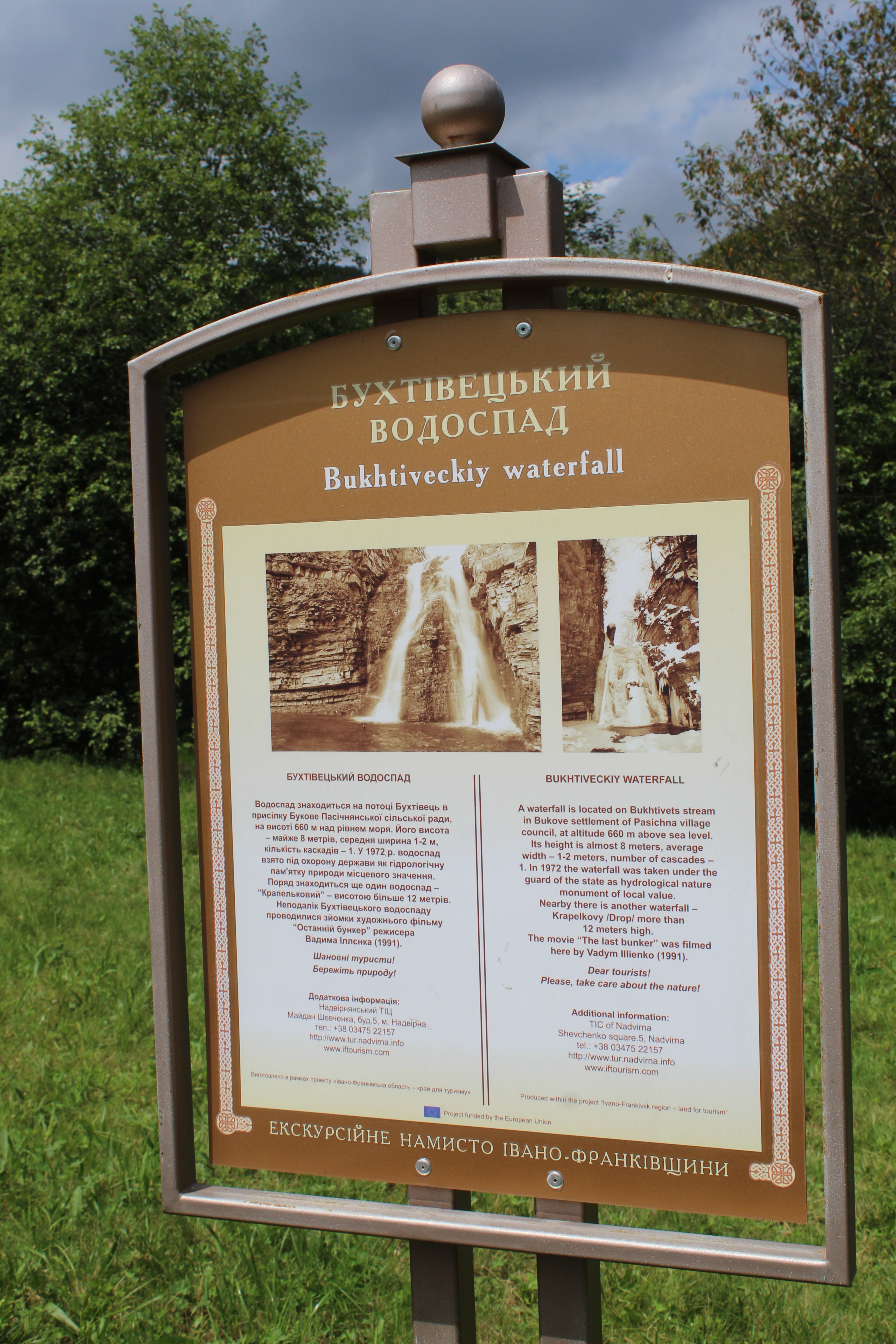
Табличка біля водоспаду
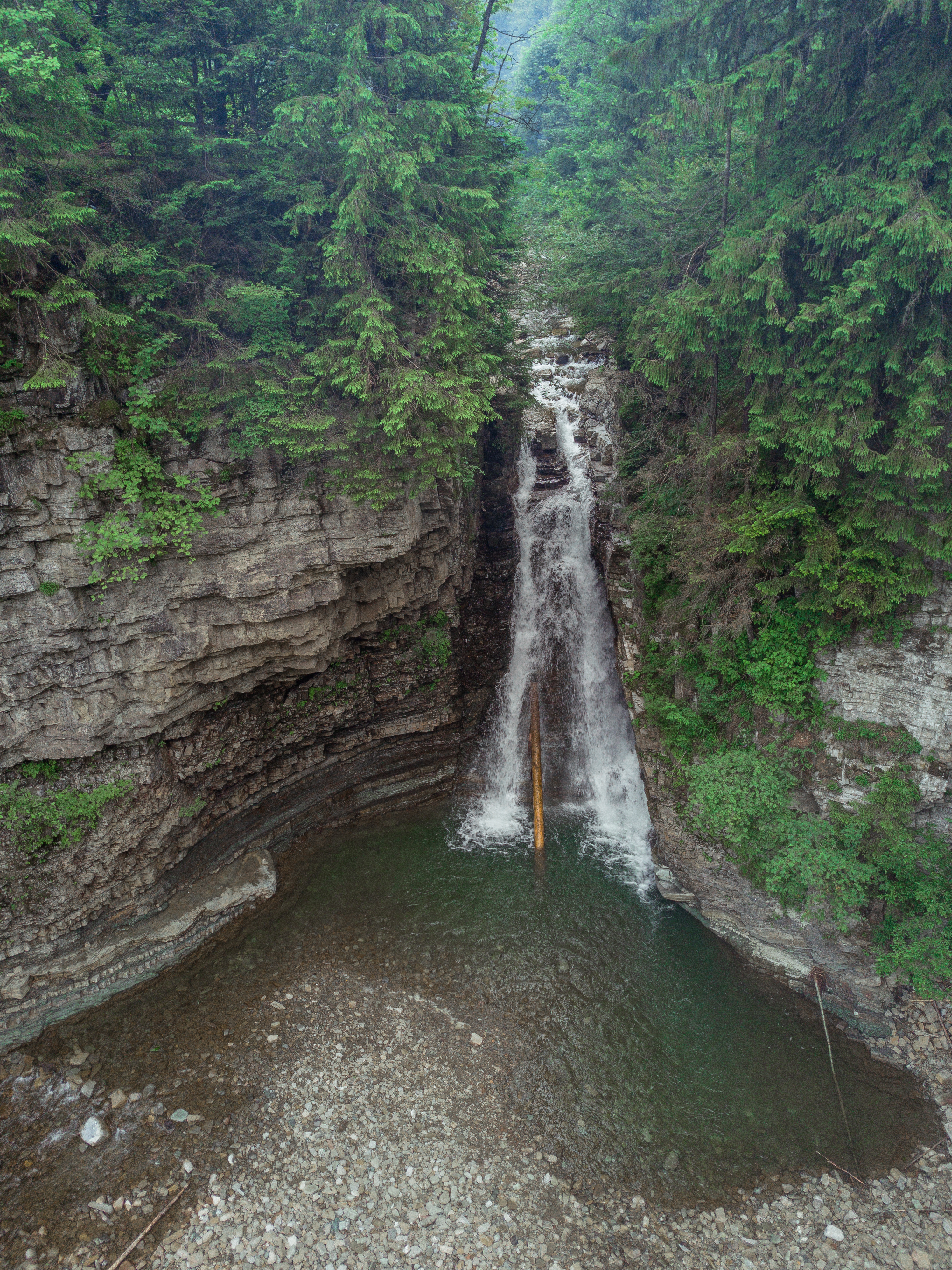
Водоспад з висоти
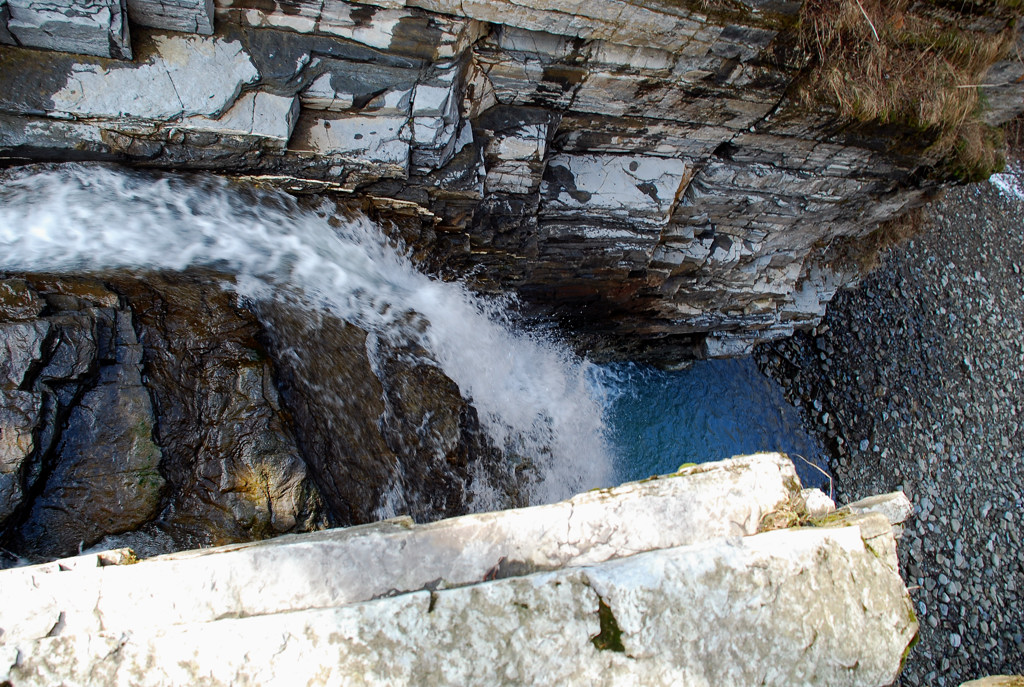
Вид з верху
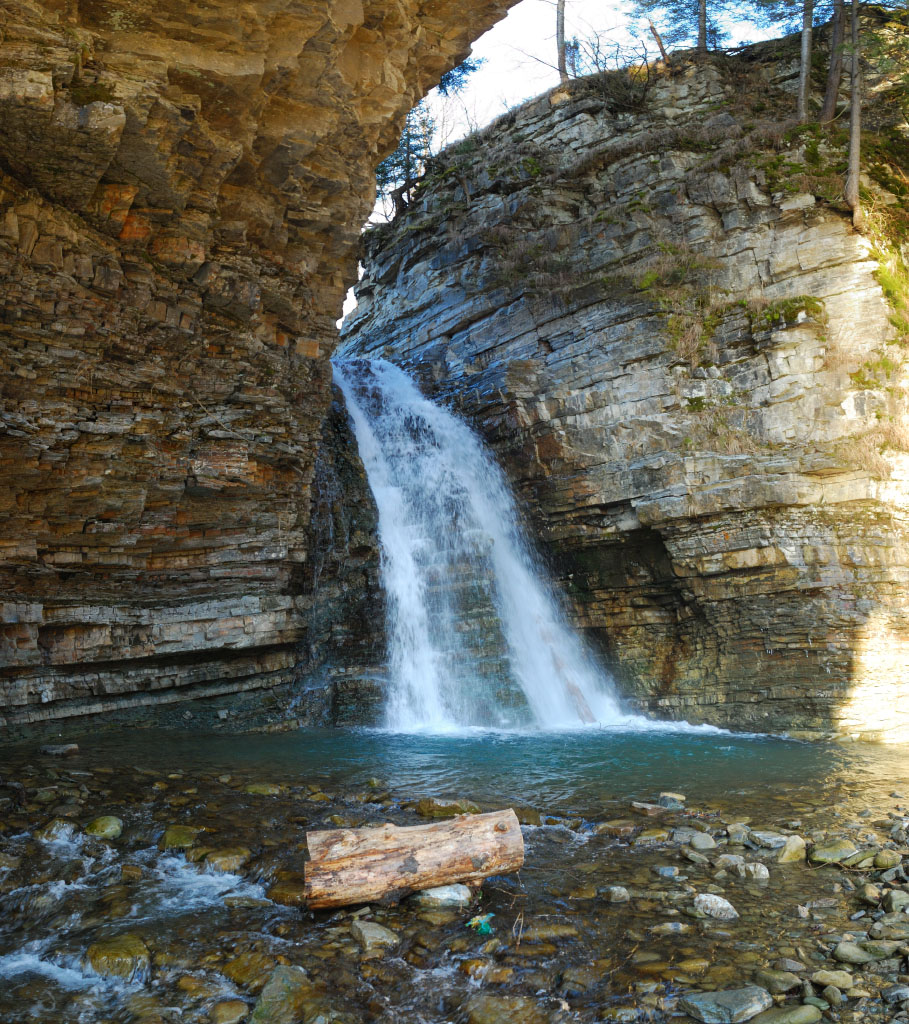
Водоспад з боку
- Відео водоспаду